# Friedrich Rudolph Ludwig von Canitz
Friedrich Rudolph Ludwig Reichsfreiherr von Canitz (né le 27 novembre 1654 à Berlin et décédé le 11 août 1699 à Blumberg, aujourd'hui quartier d'Ahrensfelde) est un diplomate et écrivain allemand.

## Biographie
Il est le fils de Ludwig von Kanitz (ou Canitz) (1626-1654, mort avant la naissance de son fils), gentilhomme brandebourgeois, et de Margarethe Katharina von Burgsdorff (1637-1691), fille du chambellan Konrad von Burgsdorff et héritière, par sa mère, des terres de Blumberg, Dalwitz, Eiche et Hellersdorf, qu'elle transmet à son fils. De la branche prussienne des von Kanitz, Friedrich étudie le droit à l'université de Leyde et à celle de Leipzig à partir de 1671. Il effectue entre 1675 et 1677 un « Grand Tour » qui le conduit en Italie, en France, en Angleterre et aux Pays-Pas.
La même année, il devient gentilhomme de l'électeur Frédéric-Guillaume Ier de Brandebourg puis, en 1683, régisseur de Zossen et Trebbin, et enfin de Mühlenhof et Mühkenbeck. L'électeur Frédéric Ier de Prusse le nomme en 1697 au conseil d'État, puis l'empereur Léopold Ier du Saint-Empire l'élève au rang de Reichsfreiherr. Von Canitz sert dans la diplomatie du Brandebourg pour laquelle il accomplit de nombreuses missions ; il est ministre plénipotentiaire à La Haye en 1699 pour les négociations sur la succession d'Espagne.
Il décède la même année et est enterré près de sa première femme dans l'église Sainte-Marie à Berlin.

## Œuvre
Son œuvre poétique se place entre les périodes baroque et des Lumières. Ses satires, posthumes, s'inspirent de celles d'Horace et de celles de Boileau. Frédéric II de Prusse parle de lui en ces termes : « c'est le Pope de l'Allemagne, le poëte le plus élégant, le plus correct et le moins diffus qui ait fait des vers en notre langue. » Goethe désigne Canitz comme le premier des poètes notables présents dans la bibliothèque de son père.

## Liste des œuvres
- Neben-Stunden Unterschiedener Gedichte (Délassements de nouveaux poèmes), sans nom d'auteur, Berlin, 1700, chez Joachim Lange ; deuxième édition avec nom d'auteur en 1719
- Des Freyherrn von Caniz Gedichte … verbessert und vermehret von Johann Ulrich König (Les poèmes du gentilhomme von Caniz, corrigés et augmentés par Johann Ulrich König) , Leipzig et Berlin, 1727, chez Jürgen Stenzel
- Kurze Beschreibung der Römischen Kayser (Brève description des empereurs romains), Nuremberg, 1744, et Rostock, 1760 [3]

## Source de la traduction
- (de) Cet article est partiellement ou en totalité issu de l’article de Wikipédia en allemand intitulé « Friedrich Rudolph Ludwig von Canitz » (voir la liste des auteurs).